# De 1200 Roe
De 1200 Roe is een poldermolen in Amsterdam aan de Haarlemmerweg. De naam van de molen is gebaseerd op de afstand tot de Haarlemmerpoort. 1200 Roeden is ruim vier kilometer.
De molen is gebouwd in 1632 na de aanleg van de Haarlemmertrekvaart en diende voor de bemaling van de Osdorper Binnenpolder. In 1951 verloor de molen zijn functie toen een groot deel van de polder onder het zand van de Westelijke Tuinsteden verdween. Verplaatsing naar het dorp Sloten ging niet door. De molen bleef op zijn plek als herinnering aan vroeger tijden en is in de jaren 1977 tot en met 1979 geheel gerestaureerd. De molen is bedrijfsvaardig, maar vervult op het moment geen enkele functie. De molen wordt wel regelmatig in werking gesteld. De 1200 Roe wordt bewoond en is niet te bezichtigen.

## Externe links

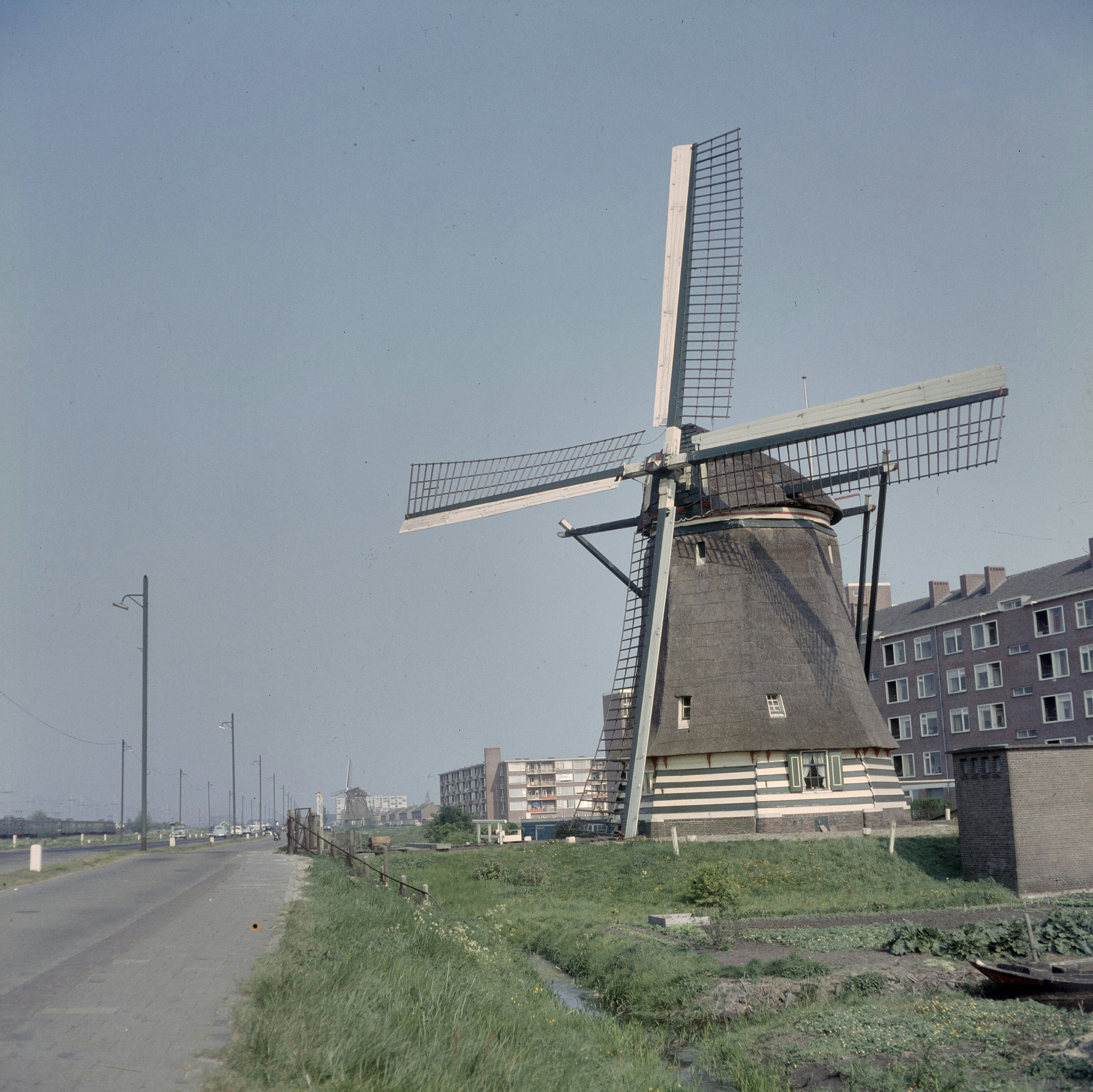
De 1200 Roe aan de Haarlemmerweg; circa 1960.